# Rőtfarkú minla
A rőtfarkú minla (Minla ignotincta) a madarak osztályának verébalakúak (Passeriformes) rendjébe és a Leiothrichidae családjába tartozó faj.

## Rendszerezése
A fajt Brian Houghton Hodgson angol természettudós írta le 1837-ben.

## Alfajai
- Minla ignotincta ignotincta Hodgson, 1837
- Minla ignotincta jerdoni J. Verreaux, 1870
- Minla ignotincta mariae La Touche, 1921
- Minla ignotincta sini Stresemann, 1929[1]

## Előfordulása
Dél- és Délkelet-Ázsiában, Banglades, Bhután, Kína, India, Laosz, Mianmar, Nepál és Vietnám területén honos. A természetes élőhelye a szubtrópusi vagy trópusi síkvidéki és hegyi esőerdők. Nem vonul faj.

## Megjelenése
Testhossza 13-14 centiméter, testtömege 9,5-21 gramm.
|  |

## Életmódja
Rovarokkal, lárváikkal és magvakkal táplálkozik.